# Elixir (мова програмування)
Elixir — функційна мова програмування загального призначення з сильною (strongly typed) динамічною типізацією. Програма транслюється у байт-код, який виконується на віртуальній машині Erlang (BEAM). Крім того, Elixir має сумісність з бібліотеками Erlang та фреймворком Erlang/OTP.

## Історія
Elixir був створений Хосе Валімом, який раніше займався розробкою фреймворка Ruby on Rails. Основною метою було зберегти всі можливості Erlang, але спростити синтаксис мови та інструменти створення проектів.

## Призначення
Мова орієнтована на розробку надійних систем які забезпечують паралельну обробку запитів та невибагливі до апаратних ресурсів у порівнянні з подібними системами написаними на інших мовах програмування. Код програми виконується в легких Elixir процесах (не плутати з потоками). Beam VM створює та керує процесами Elixir. На відміну від віртуальних потоків, які можуть бути внутрішньо зіставлені з потоком ОС (операційної системи), процеси Elixir не прив'язані до жодного конкретного потоку ОС і повністю управляються внутрішньо Beam VM. Процеси ізольовані і не мають спільного стану. Передача інформації між процесами можлива тільки через синхронний або асинхронний обмін повідомленнями. Така сильна ізоляція формує основу для відмовостійкості, оскільки проблеми з одним конкретним процесом не впливають на інші запущені процеси в Beam VM. Кожен процес займає дуже малий об'єм початкової пам'яті, а отже, запуск процесу відбувається надзвичайно швидко, оскільки вони не потребують прямого втручання з боку ОС.
Головним інструментом для створення проектів, компіляції, керування залежностями є утиліта під назвою Mix.

## Метапрограмування
Elixir має  систему для метапрограмування, на яку суттєво вплинула Clojure.

## Використання
Мовою Elixir написано код центральної бази даних Електронної системи охорони здоров'я України.